# Щефансплац
Щѐфансплац (на немски: Stephansplatz) е площад в центъра на Инерещат във Виена. Кръстен е на най-бележитата си сграда – катедралата Свети Стефан. Тя е една от най-високите църкви в света. Преди 20 век, ред къщи дели Щефансплац от Щок-им-Айзен-Плац, но след тяхното разрушаване, името Щефансплац започва да се използва за територията, обхващаща и двата площада. На запад и на юг, съответно, се простират търговските улици Грабен и Карнтнерщтрасе.
Историята на площада е тясно свързана с катедралата, която е първата сграда построена там между 1137 и 1147 г. До 1200 г. катедралата се намира извън територията на Виена, на запад от градските стени. С разширението на града на запад през 13 век, около нея започват да се строят сгради, образувайки площад. До 1732 г. на площад има и гробище. Намиращият се при него параклис Св. Магдалена (die Magdalenskapelle) бива унищожен в пожар през 1781 г.
В края на 19 век площадът и околността са реконструирани, като един ред сгради са разрушени. В резултат на това, Щефансплац и Щок-им-Айзен-Плац се обединяват.
През 1990 г. в западната част на площада е построена сградата Хаас Хаус (Haas-Haus), която се различава от околните здания с модерната си архитектура. Общественото мнение е първоначално скептично за комбинацията на средновековна катедрала и сграда от стъкло и стомана. Сега обаче тя е смятана за пример как стара и нова архитектура могат да се смесят хармонично..